# Jacqueline Mirande
 (octobre 2022).
Pour l’article homonyme, voir Mirande (homonymie).
Jacqueline Mirande, pseudonyme de Jacqueline Labrousse, née Acot-Mirande, née le 5 avril 1925 à Arveyres, décédée le 7 novembre 2018 à Arcachon, est une romancière française de littérature d'enfance et de jeunesse mais aussi pour adultes. La plupart de ses livres sont des romans historiques.

## Biographie
Jacqueline Acot-Mirande naît le 5 avril 1925 à Arveyres et épouse Georges Labrousse, officier de Marine marchande et permanent syndical CFDT, en 1947,. Elle meurt à Arcachon le 7 novembre 2018.
En 1974, elle adapte sous forme de roman la série télévisée de 30 épisodes, Étranger, d'où viens-tu ?, écrite par son frère Pierre Acot-Mirande, adaptée par le réalisateur Bernard Toublanc-Michel et diffusée sur l'ORTF.

## Œuvre
- Victoire: Les Confettis de l'aube, Casterman, 1968.
- Victoire: Le Tourbillon des jours, Casterman, 1968.
- Au risque de vivre, Casterman, 1969.
- Le Vent d'Est, Casterman, 1970.
- Dames de pique, Casterman, 1971.
- Isabel de la dérision, Casterman, 1972 ; réédition sous le titre La Reine aux yeux de jade, Tallandier, 1980.
- À l'Ouest, un cavalier, Casterman, 1973.
- Samara, Casterman, 1975.
- Sur trois notes, Casterman, 1977.
- La Dame des émirats, Tallandier, 1980.
- Les Yeux d'émeraude, Tallandier, coll. « Floralies » no 37, 1981.
- Marceau des marais, Nathan, « Arc en poche » no 2, 1981.
- Le Collier d'Isis, Tallandier, coll. « Floralies » no 44, 1982.
- La Soirée chez Ingrid, Tallandier, coll. « Floralies » no 58, 1983.
- Sans nom ni blason, Nathan, « Arc en poche » no 161, 1984.
- Le Perroquet bleu, Nathan, « Arc en poche » no 180, 1986.
- Vive Isabel !, Nathan, 1987.
- Le Bracelet aux tourmalines, Le Livre de poche, Club no 8109, 1987.
- Contes et Légendes du pays d'Oc, Nathan, « Contes et Légendes » no 516, 1988.
- Marine, je me souviendrai de toi !, Le Livre de poche, Club no 8182, 1988.
- Bel-Abri, Nathan, « Arc en poche » no 195, 1988.
- Julie-Égalité, Nathan, « Arc en poche » no 207, 1989.
- Vincent Beau-Museau, Le Livre de poche, Jeunesse no 317, 1990.
- Le Cavalier, Nathan, « Arc en poche » no 618, 1990.
- Le Rêve de Belle Humeur, Éditions ouvrières jeunesse, 1991 ; le même texte existe aussi dans l'édition Libraire de nuit, Flammarion, « Castor poche » no 630, 1998.
- La Robe de bal, Éditions ouvrières jeunesse, 1991.
- Le Perroquet de Timothée, Nathan, « Kangourou » no 300, 1991.
- Le Mystère de la maison rouge, Bayard, « Je bouquine » no 13, 1992.
- Le Cahier bleu, Clé international, 1992.
- Un étrange visiteur, Clé international, 1993.
- Le Trésor du bois d'éternité, G. Naef, 1993.
- Le Charmeur de vent, Mango, « Mango poche » no 32, 1994.
- Pauline en juillet, Rageot, « Cascade », 1994.
- Contes et Légendes du Moyen Âge, Nathan, « Pleine lune » no 45, 1995.
- Les Chevaliers de la table ronde, Nathan, « Contes et Légendes » no 7, 1998 (réédité en 2010).
- Double Meurtre à l'Abbaye, Flammarion, « Castor poche » no 655, 1998.
- 6 récits d'un château fort, Flammarion, « Castor poche » no 664, 1998.
- Crime à Hautefage, Flammarion, « Castor poche » no 725, 1999.
- Beau-Sire, cheval royal, Flammarion, « Castor poche » no 748, 2000.
- L'Affaire du rubis, Flammarion, « Castor poche » no 790, 2000.
- Gauthier, bâtisseur de chateau-fort, Flammarion, « Castor poche » no 836, 2001.
- Ce que savait le mort de la forêt, Flammarion, « Castor poche » no 842, 2001.
- Cinéma à Bogota, Flammarion, « Tribal Flammarion », 2001.
- Un château pour Mahaut, Pocket jeunesse no 757, 2001.
- Gannorix, Flammarion, « Castor poche » no 863, 2002.
- Sarah, Flammarion, « Castor poche » no 913, 2003.
- Sur les traces du passé : Le Chevalier à la licorne, vol. 1, Flammarion, 2003.
- La Croisade inachevée : Le Chevalier à la licorne, vol. 2, Flammarion, 2004.
- 1848, la fille des barricades, Pocket jeunesse no 1146, 2004.
- Les Bâtisseurs de Notre-Dame, Pocket jeunesse, 2006.
- La Promesse des croisés, Pocket jeunesse, 2006.
- Sans nom ni blason, pocket jeunesse, Pocket jeunesse, 2010.
- Trois contes, Epal, 2010.